# Hemithyrsocera soror
Hemithyrsocera soror är en kackerlacksart som först beskrevs av Brunner von Wattenwyl 1865.  Hemithyrsocera soror ingår i släktet Hemithyrsocera och familjen småkackerlackor. Inga underarter finns listade i Catalogue of Life.